# Chu Hi

Tượng Chu Hi tại Bạch Lộc Động thư viện ở Lư Sơn

Chu Hi (tiếng Trung: 朱熹, [ʈʂú ɕí]; 18 tháng 10 năm 1130 – 23 tháng 4 năm 1200) tự Nguyên Hối (元晦) hoặc Trọng Hối (仲晦), trai hiệu Hối Am (晦庵), là một nhà thư pháp, nhà sử học, nhà triết học, nhà chính trị và nhà văn Trung Quốc thời nhà Tống. Đối với triết học Trung Quốc, ông định ra Đại Học, Trung Dung, Luận Ngữ cùng Mạnh Tử làm nhóm Tứ thư, hình thành nền tảng quan trọng cho khoa cử xuyên suốt các triều đại Trung Quốc từ năm 1313 đến năm 1905 và ảnh hưởng rất lớn tư duy từ nhà Minh về sau. Ông là người đã phát triển học thuyết lí – khí của Trình Hạo và Trình Di, đã đưa Lý học Tống Nho lên thành một hệ thống duy tâm khách quan hoàn chỉnh, được gọi là Trình Chu lí học. Những học thuyết của Chu Hi đã góp phần định hình cơ bản con người Trung Hoa cũng như thế giới quan cho hậu thế, cũng vì vậy mà ông được người đời tôn xưng "Chu Tử".
Ông là một học giả uyên bác, có kiến thức uyên thâm về những tác phẩm kinh điển, các loại bình thư, sử ký, cũng như các tác phẩm của nhiều bậc tiền bối. Khi trưởng thành, ông thường tránh né các loại công vụ, nhưng ông vẫn nhiều lần đủ khả năng đứng vào hàng ngũ đại thần triều đình. Chu Hi đã viết, biên soạn và hiệu đính gần một trăm cuốn sách và trao đổi thư từ với hàng chục học giả khác. Ông trải qua 4 đời Hoàng đế Nam Tống là Tống Cao Tông, Tống Hiếu Tông, Tống Quang Tông cùng Tống Ninh Tông; đóng vai trò như một người thầy của các nhóm sĩ phu, nhiều người trong số họ đã chọn theo học ông trong nhiều năm. Sau khi qua đời, ông được triều đình ban thụy hiệu là chữ Văn, nên còn được gọi Chu Văn Công  (朱文公).

## Cuộc đời

### Thời niên thiếu

#### Giáo dục tại nhà
Chu Hi là người gốc huyện Vụ Nguyên, Huy Châu (vốn thuộc An Huy, đến năm 1952 đổi thành thuộc tỉnh Giang Tây). Ông là cháu chín đời của Chu Khôi (朱瓌), thuộc dòng dõi họ Chu ở Tử Dương, cùng dòng tộc với họ Chu ở Phượng Dương, đều là hậu duệ của Chu Kính Tắc (朱敬則), một đại thần kiêm sử gia thời Đường Thái Tông. Chu Hi sinh vào giờ Ngọ ngày 19 tháng 9 (âm lịch) năm Kiếm Viêm thứ 4 (1130) triều Tống Cao Tông tại Trịnh Thị thảo đường (鄭氏草堂) nay là Nam Khê thư viện của huyện Vưu Khê, châu Nam Kiếm, nơi cha ông là Chu Tùng đang đảm nhiệm chức vụ Huyện úy.
Chu Hi tiếp thu nền giáo dục Nho học từ sớm, lên 5 tuổi đã đọc được Hiếu Kinh. Ông đề vào sách 8 chữ "若不如此, 便不成人" (Nếu không như vậy, liền không thành người). Năm Thiệu Hưng thứ 7 (1137), Chu Tùng được triệu tập về kinh đô. Trước khi đi, ông đã đưa vợ là Chúc thị cùng con trai Chu Hi về sống ở Phổ Thành. Đến năm 1140, Chu Tùng bị buộc từ quan sau khi phản đối chính sách hòa nghị với người Nữ Chân, dâng thư chủ trường kháng Kim, chọc giận Tần Cối. Từ đó, Chu Hi bắt đầu nhận được sự giáo dục của cha về những tác phẩm kinh điển của Nho gia. Nhiều giai thoại đã kể lại rằng, Chu Hi là một đứa trẻ thông minh sớm. Ngay từ khi còn nhỏ, ông đã tò mò về trận đồ bát quái, lại từng hỏi cha mình về trời và những thứ bên ngoài bầu trời khi chỉ mới 4 tuổi. Từ sớm ông đã được truyền cảm hứng bởi câu nói tất cả mọi người đều có thể trở thành một nhà hiền triết của Mạnh Tử.

#### Sau khi cha qua đời
Năm 1143, Chu Tùng qua đời vì bệnh. Trước khi lâm chung, ông đã phó thác Chu Hi cho Lưu Tử Vũ, lại viết thư nhờ cậy ba người bạn có học vấn và tu dưỡng thâm hậu là Lưu Tử Huy (刘子翚), Lưu Miễn Chi (刘勉之) và Hồ Hiến (胡宪) thay mình dạy dỗ Chu Hi. Cả bốn người đều là người Ngũ Phu, Sùng An (nay là thành phố Vũ Di Sơn). Lưu Tử Vũ xem Chu Hi như con trai ruột, sắp xếp một viện riêng cho ông ở lại, đặt tên là "Tử Dương lâu" (紫阳楼). Nơi này hiện là một trong những danh thắng hàng đầu ở Ngũ Phu. Năm 1147, Chu Hi 18 tuổi thi đỗ Hương cống. Trong kì thi này, quan chủ khảo Thái Tư (蔡兹) đã nhận xét về ba sách luận của ông rằng: "cả ba đều lo nghĩ cho việc lớn triều đình, sau này tất không phải kẻ tầm thường". Mùa xuân năm 1148, Lưu Miễn Chi đã gả con gái cả của mình là Lưu Thanh Tứ cho Chu Hi. Đến tháng 3 cùng năm, Chu Hi đến Lâm An (nay là Hàng Châu) tham gia thi Hội, đứng hạng 90 đệ ngũ giáp trên bảng Vương Tá, đỗ Tiến sĩ.

### Con đường làm quan

#### Thời Cao Tông
Năm 1151, Chu Hi được triều đình phong làm Chủ bộ huyện Đồng An thuộc Tuyền Châu, đến năm 1153 thì ông chính thức đến Đồng An nhậm chức. Trong thời gian tại nhiệm, ông rất nghiêm túc với công việc, thường xuyên xem xét các sổ sách thuế má, lại lấy giáo dục làm đầu. Đối với việc làm quan của ông, sách ghi chép địa phương có rất nhiều lời khen. Ông làm quan đến năm 1156 thì nghỉ. Từ năm 1153 ông đã bắt đầu thăm hỏi và trao đổi với Lý Đồng (李侗), một người theo truyền thống Nho giáo của Trình Hạo và Trình Di. Hai năm sau khi hết nhiệm kỳ chính thức, ông nhận thấy những vấn nạn trong giáo dục ảnh hưởng đến sự phát triển của quốc gia, một lần nữa bước lên con đường tầm sư học đạo, quyết tâm theo học Lý Đồng. Đến năm 1160 thì Chu Hi chính thức trở thành học trò của Lý Đồng. Đây cũng là người đã mang sự ảnh hưởng của Phật Giáo đến Chu Hi. Việc được thừa hưởng "Lạc học" (洛学) chính thống từ Nhị Trình và Chu Đôn Di đã tạo nên nền tảng cơ sở cho học thuyết của Chu Hi về sau.

#### Thời Hiếu Tông
Năm Thiệu Hưng thứ 32 (1162), Tống Hiếu Tông lên ngôi, xuống "Chiếu cầu trực ngôn" (诏求直言). Chu Hi nghe chiếu dâng thư, trình lên ý kiến của mình nhưng dưới danh nghĩa của Lý Đồng. Trong tấu sớ, ông chỉ rõ tình cảnh của triều Tống đương thời: "Biên cảnh lãnh thổ của tổ tiên chưa khôi phục, nỗi hổ thẹn nhục nhã với tông miếu chưa trừ, quan hệ với người Nhung nghị hòa bất thường, con dân khốn khổ đến cùng cực"; kịch liệt phản đối tiếp tục chính sách hòa nghị. Tháng 11 năm sau, ông được triệu vào kinh thành Lâm An, đến nói trước mặt Tống Hiếu Tông, bởi Lý Đồng vừa qua đời vào ngày 15 tháng 10. Ông dâng 3 tờ trát lên cho Hoàng đế, mỗi tờ trát có một nội dung khác nhau bao gồm: nên chú trọng nghiên cứu Nho giáo thay vì Phật giáo, phản đối hòa nghị với nhà Kim và phản đối sủng tín nịnh thần. Ba tờ trát của ông đã bao quát được cả giáo dục, ngoại giao và nội trị. Nhưng lúc bấy giờ triều đình đã chủ trương hòa nghị, chủ trương kháng Kim của Chu Hi không được tiếp thu. Tháng 11, triều đình phong cho Chu Hi làm Tiến sĩ Võ học của Quốc Tử giám, nhưng ông từ chối không nhận, xin quay về Phúc Châu. Năm 1164, ông trở về để tang cho Lý Đồng.
Đây có thể xem là một dấu mốc trên con đường học thuật của Chu Hi, cũng từ đây là ông dồn toàn bộ tâm huyết của mình vào việc nghiên cứu, viết và tranh luận với các học giả đương thời. Năm 1167, ông được đề cử trở lại triều đình với chức vụ quan biên soạn trong Xu mật viện, nhưng ông từ chối. Trong khoảng thời gian này, ông nhiều lần được đề bạt giữ nhiều chức vụ khác nhau nhưng ông đều từ chối.  Mãi đến năm 1178, ông một lần nữa bước chân vào quan trường dưới sự tiến cử của Sử Hạo (史浩). Tống Hiếu Tông giao cho ông quản lý Nam Khang quân (南康軍) kiêm việc khuyến nông. Dù ông đã khước từ nhiều lần nhưng triều đình không đồng ý. Cuối cùng vào năm 1179, ông đã đến nhậm chức Quận trưởng Nam Khang quân. Đây cũng là nơi ông đã mời nhiều danh sư, làm phong phú thêm kho sách, lập ra một bộ giáo quy và hồi sinh Bạch Lộc Động thư viện (白鹿洞書院). Bộ "Bạch Lộc Động thư viện giáo quy" không chỉ là nền tảng cho việc quản lý thư viện trường học Trung Quốc, trở thành bộ quy định cơ bản cho nhiều học viện ở Nhật Bản và Hàn Quốc, mà còn là đầu đề cho nhiều nghiên cứu chế độ giáo dục trên thế giới. Mùa hè năm 1180, Chu Hi phát hiện nạn hạn hán có nguy cơ kéo dài và ngày càng nghiêm trọng. Ông liên tục dâng tấu lên triều đình yêu cầu sự hỗ trợ kịp thời. Sau khi nguy cơ nạn đói đã qua, năm 1181, ông xin từ chức. Trong suốt hơn mười năm, Chu Hi liên tục được đề bạt vào nhiều vị trí khác nhau, nhưng ông đều từ chối. Đôi khi bị triều đình bác bỏ lời từ chối, ông cũng chỉ nhậm chức một thời gian ngắn rồi lại xin thôi.

#### Thời Quang Tông và Ninh Tông
Tháng 2 năm 1189, Tống Quang Tông lên ngôi, phong chu Hi làm Tu soạn ở Bí các. Đến tháng 5 thì vào Bảo Văn các (宝文阁). Tháng 11, triều đình lại điều ông làm Tri châu Chương Châu, ông từ chối nhưng triều đình không chấp nhận, ông cũng chỉ đi nhậm chức một năm rồi lại thôi. Tháng 3 năm 1191, ông lại được khôi phục chức Tu soạn ở Bí các, chủ quản Hồng Khánh cung ở Nam Kinh. Tháng 8 năm Thiệu Hi thứ 5 (1194), Tống Ninh Tông lên ngôi, Chu Hi được phong làm Hoán Chương các Đãi chế, kiêm Thị giảng Học sĩ (侍講學士). Trong quá trình giảng sách cho Ninh Tông, khi phụng chiếu giảng Đại Học, ông đã nhiều lần nhấn mạnh 8 mục "Truy nguyên, trí tri, thành ý, chính tâm, tu thân, tề gia, trị quốc, bình thiên hạ", hy vọng thông qua đó để uốn nắn lại đạo đức quân vương, hạn chế việc lạm dụng quân quyền. Ông cũng thường xuyên khuyên Ninh Tông không nên nghe theo Hàn Thác Trụ cũng như đám gian thần. Điều này đã khiến cho Ninh Tông và Hàn Thác Trụ bất mãn. Cũng vì vậy mà chu Hi chỉ đảm nhiệm vị trí trong điều đình được 46 ngày đã bị Ninh Tông bãi chức Thị giảng.
Trong suốt thời gian này, đảng phái của Hàn Thác Trụ liên tục công kích Chu Hi cũng như điểm, triết lý của ông. Đặc biệt là sau khi Thác Trụ trở thành Tể tướng, Lý học bị cho là "ngụy học", một thuyết học thuật sai lầm. Năm 1196, Họa đảng cấm hay còn gọi là "Khánh Nguyên đảng cấm" nổi tiếng của nhà Tống chính thức xảy ra. Giám sát Ngự sử Trầm Kế Tổ dưới sự giật dây của Hàn Thác Trụ đã dùng những lời đồn bịa đặt mà tố cáo Chu Hi "10 tội trạng lớn". Quý tộc triều đình đã làm dấy lên một phong trào thanh trừng tàn khốc hiếm thấy đối với Lý học, Chu Hi bị gán cho tội danh "đứng đầu ngụy học". Cuối cùng dưới áp lực từ các các phe cánh, Chu Hi bị bãi chức Tu soạn, những người liên quan đến ông và Lý học cũng bị lưu vong học bắt nhốt. Tháng 12 năm 1198, ông xin từ quan về quê, được triều đình phong làm Vụ Nguyên Khai Quốc nam (婺源開國男), thực ấp 300 hộ. Ngày 9 tháng 3 (âm lịch) năm Khánh Nguyên thứ 6 (1200), Chu Hi qua đời, thọ 70 tuổi. Dù bị ảnh hưởng nặng nề từ "Đảng cấm" nhưng đã có hơn ngàn người đến viếng tang Chu Hi.

### Vinh hiển sau khi qua đời
Năm Gia Định thứ 2 (1209), 2 năm sau khi Hàn Thác Trụ qua đời, Tống Ninh Tông xuống chiếu khôi phục danh dự cho Chu Hi, đồng thời truy tặng cho ông thụy hiệu Văn (文), cũng từ đây mà hậu thế vẫn xưng ông là Chu Văn Công (朱文公). Tháng 5 năm 1210, Ninh Tông tiếp tục ban tặng Chu Hi hàm Trung Đại phu (中大夫), Bảo Mô các Trực học sĩ (宝谟阁直学士), sau lại ban thêm hàm Thông Nghị Đại phu (通议大夫). Tuy nhiên, mãi cho đến năm Gia Định thứ 4 (1211), lệnh cấm đối với "ngụy học" vẫn chưa có pháp lệnh chính phức hủy bỏ. Cho đến khi Lưu Phiến nhậm chức Quốc tử ti nghiệp, ông đã dâng sớ thỉnh cầu chính thức cởi bỏ lệnh cấm. Ông chỉ rõ trong tấu chương rằng, hơn mười năm từ sự kiện đảng cấm, vì ác quan hoành hành, nắm quyền triều chính, xem đạo là ngụy, bắt người, cấm sách mà khiến cho học giả không có đạo để tôn sùng, không phân rõ lợi và nghĩa.
Năm Bảo Khánh thứ 2 (1227), Tống Lý Tông hạ chiếu truy tặng Chu Hi chức Thái sư và truy phong ông làm Tín Quốc công (信国公), sau đổi thành Huy Quốc công (徽國公), chiếu viết:
| “              | 联观朱熹集注《大学》、《论语》、《孟子》、《中庸》,发挥圣贤蕴奥,有补治道,联励志讲学,缅怀典刑,可特赠惠太师,追封信国公. Trẫm đọc những cuốn sách Đại Học, Luận ngữ, Mạnh Tử, Trung Dung của Chu Hi, thấy (những cuốn sách này) phát huy những điều uyên thâm khó giải của tiền nhân, lại có bổ sung hoàn chỉnh. Trẫm dốc lòng giảng học, nhớ lại hình phạt năm xưa, nay đặc biệt tặng Hi (Chu Hi) chức Thái sư, truy phong Tín Quốc công. | ” |
| — Tống Lý Tông | |   |

Đến năm 1241, ông được đưa vào thờ tự trong Văn miếu ở Khúc Phụ cùng với Chu Đôn Di, đồng thời, dưới sự bảo trợ của Tống Lý Tông, bộ Tứ thư và lời bình kèm theo của Chu Hi trở thành học liệu tiêu chuẩn dành cho những thí sinh muốn đỗ đạt khoa cử. Đặc biệt, dưới sự phát triển, duy trì của Chân Đức Tú và Ngụy Liễu Ông, nhánh Tân Nho giáo của Chu Hi không chỉ trở thành dòng Nho học chính thống, mà còn là tư tưởng triết học thống trị tại triều đình nhà Tống đương thời. Năm Đức Hữu đầu tiên (1275), Tống Lý Tông đã đích thân viết tấm biển "Nam Khê thư viện" để treo tại nơi mà Chu Hi sinh ra.
Đến thời Minh, ông thường được tôn xưng là "Chu Tử" (朱子). Năm Sùng Trinh thứ 15, ông được xếp vào sau Thất thập nhị hiền của Nho giáo, trước cả các Nho gia thời Hán Đường, đặc biệt xưng "Đại hiền Chu tử" (大贤朱子). Năm Khang Hi thứ 51 (1712), Chu Hi được xếp vào sau "Mười vị triết gia" (十哲, Thập triết) đương thời. Đến năm Càn Long thứ 3 (1738), tiếp tục thêm Hữu Nhược (有若) vào, chính thức trở thành "Mười hai triết gia" (十二哲, Thập nhị triết) của Nho giáo cho đến ngày nay.

## Tư tưởng
Theo Chu Hi, "lí" và "khí" không tách rời nhau:「"Trong thiên hạ, không hề có khí mà không có lí, cũng không hề có lí mà không có khí"」. Nhưng lại khẳng định 「"Trước khi có trời đất đã có lí", 「"Lí có trước, khí có sau"」, 「"Có lí này thì có khí này, nhưng lí là gốc"」.
Ông đã kế thừa quan điểm "nhất vật lưỡng thể" của Trương Tải, cho rằng "Phàm là vật thì không đâu là không tương phản để tương thành", vật chỉ là "một chia thành hai, mỗi bước đều như thế, cho đến cùng, tất cả đều là một sinh hai". Ông cho rằng sự vật vận động qua hai hình thức: "hoá" và "biến", "hoá" là biến đổi từ từ, chậm chạp; "biến" là biến đổi đột xuất, nhanh chóng.
Về quan hệ tri hành thì cho tri trước hành sau, nhưng xét về tầm quan trọng thì cho hành quan trọng hơn tri và nhấn mạnh vai trò của hành trong nhận thức. Về vấn đề tính người thì cho rằng thánh hiền bẩm thụ khí trong, kẻ ngu hèn bẩm thụ khí đục, cho rằng con người thì có tính thiên mệnh (đạo tâm) và tính khí chất (nhân tâm). Nhấn mạnh sự đối lập giữa "thiên lí" và "nhân dục", chủ trương vứt bỏ "tư dục" và phục tùng "thiên lí". Về quan niệm lịch sử, Chu Hi cho rằng thời cổ đại lưu hành thiên lí, còn thời sau thì thiên lí mất đi và nhân dục xuất hiện ngày càng nhiều.
Lí luận của Chu Hi về thiên lí và nhân dục yêu cầu mọi người phải tự an với phận mình, được gọi là 「Tồn thiên lí, khắc nhân dục; 存天理、滅人欲」.

## Giáo dục
Sau khi từ quan, Chu Hi về dạy học ở Lô Sơn, tỉnh Giang Tây. Ông dành hết thời gian cho việc giáo dục và viết sách. Theo ông, học nên tuần tự từ từ, không nên tham lam, vội vã. Học tập tất phải kết hợp với suy nghĩ. Học tập phải bao quát hai phương diện là đọc sách và thực hành.
Các lời giảng của Chu Hi được chấp nhận là chính thống trong một thời kì dài suốt hơn 800 năm, kể cả hai triều đại Minh và Thanh, cho tới thế kỉ XX, khiến hình thức Tống nho này thật sự ảnh hưởng sâu sắc trong quá trình kết cấu xã hội Trung Hoa, và có lẽ chỉ bớt đi từ lúc bỏ khoa cử, năm 1905, và bị tạm gián đoạn kể từ năm 1949, khi Cộng sản nắm chính quyền.

## Công trình chính

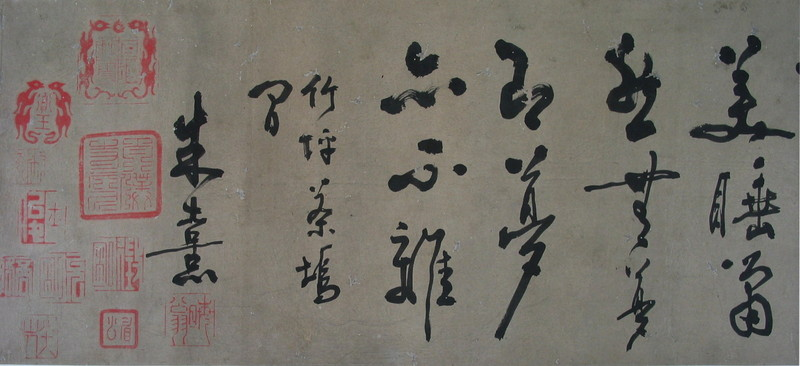
Bồng hộ thủ quyển

- Cận tư lục
- Tứ thư chương cú tập chú
- Thi tập chú
- Thông giám cương mục
- Tống danh thần ngôn hành lục
- Sở từ tập chú
- Dịch học khởi mông

## Ảnh hưởng
Lý học Chu Hi có ảnh hưởng lớn về sau ở Trung Quốc và trở thành tông phái chính của Nho học thời Minh – Thanh. Học thuyết của Chu Hi cũng đã ảnh hưởng mạnh mẽ đến các nước khác ở Á Đông. Ở Việt Nam, thế kỉ XVI – XVIII, các nội dung lí học của Chu Hi thường được nhắc tới. Ở Nhật Bản, vào thời Đức Xuyên (1603 – 1867) việc nghiên cứu Chu Tử (Chu Tử học) rất thịnh hành.

## Tôn giáo
Chu Hi bắt đầu như một người theo học Phật giáo nhưng vì không thể chấp nhận ý tưởng về vô ngã – không có bản ngã cố định – nên ông hướng tới truyền thống Nho giáo và rồi trở thành người trình giải chính của Tống Nho.

## Tên gọi
Trong cuộc đời của Chu Hi, ông đã cho ra đời hàng loạt tác phẩm kinh điển, để lại nhiều giá trị cho đời sau. Đi kèm theo những tác phẩm đó là những tên chữ, tên hiệu, bút danh, và những danh xưng khác của ông. Khi còn nhỏ, ông có tiểu danh là Trầm Lang (沈郎) và tiểu tự là Quý Duyên (季延). Đến tuổi trưởng thành, người thầy Lưu Tử Huy đã làm lễ thành nhân cho Chu Hi và chính thức đặt tên tự cho ông là Nguyên Hối (元晦). Hầu hết các sử liệu đều ghi chép, tên tự của Chu Hi vốn là Nguyên Hối, sau đổi thành Trọng Hối (仲晦). Trên thực tế, cả đời Chu Hi đều tự xưng là "Trọng Hối", còn tên chữ "Nguyên Hối" là cách người khác gọi ông. Chỉ có một lần đặc biệt là khi Chu Hi nhắc đến tên Nguyên Hối này vốn do "Lưu Tiên sinh" đặt cho mình.
Mẹ của Chu Hi là người huyện Hấp, Chu Tùng cũng từng đọc sách tại Lão Tử từ ở núi Tử Dương, thành nam của huyện Hấp. Vì vậy sau khi quay về Phúc Kiến, Chu Tùng thường dùng "Tử Dương thư đường" (紫阳书堂) khi ký tên, lại đặt tên "Tử Dương" cho nhà mới. Chịu sự ảnh hưởng từ cha, Chu Hi cũng đặt tên cho thư phòng của mình là "Tử Dương thư phòng" (紫阳书房), theo đó mà học giả thường gọi ông là "Tử Dương tiên sinh", gọi học phái của ông là "Tử Dương học phái".

## Gia đình
- Cha: Chu Tùng (朱松; 1097 – 1143), tự Kiều Niên (乔年), hiệu Vi Trai (韦斋), đỗ Tiến sĩ năm 1118,[29] làm quan đến Viên ngoại lang của Bộ Lại.
- Đích thê: Lưu Thanh Tứ (nhũ danh Tứ Nương), trưởng nữ của Lưu Miễn Chi, sau khi qua đời được truy phong Thạc nhân (硕人).[103][104] Bà gả cho Chu Hi năm 16 tuổi và sinh cho ông tất cả 8 người con, 3 nam, 5 nữ. Năm Thuần Hi thứ 3 (1176) triều Tống Hiếu Tông, bà qua đời khi chỉ 44 tuổi. Đến tháng 2 năm sau, bà được an táng tại thôn Sùng Chính, huyện Kiến Dương.[105]
- Con trai:[106]
  1. Chu Thục (朱塾; 1153 – 1191), tự Thụ Chi (受之), từ nhỏ thông minh, rất được Chu Hi thương yêu, nhưng vì tính tình lười nhác mà Chu Hi đã gửi ông đến nhà Lữ Tổ Khiêm (呂祖謙) để học tập,[106] làm quan đến Tổng lĩnh Hồ Nam.[107] Về sau, Chu Thục cưới trưởng nữ của Phan Cảnh Hiến (潘景宪),[p][110] có hai người con trai là Chu Trấn (朱镇), Chu Giam (朱监) và một người con gái gả cho Tông thất nhà Tống là Triệu Sư Hạ (赵师夏).[q][111] Chu Trấn cưới con gái Tống Lý Tông, sinh được Chu Lâm và Chu Bân. Chu Giam cưới con gái của Hoàng Phủ, cháu nội của Hoàng Triệt, cháu ngoại của Trần Lương Hãn.
  2. Chu Chỉnh (朱整; 1154 – 1210), tự Văn Chi (文之), từng có một thời gian thay anh trai quản lý việc trong nhà, coi sóc việc in ấn sách của nhà họ Chu, về sau cưới con gái của Lưu Phục (刘复).[107]
  3. Chu Tại (朱在; 1161 – 1239), tự Kính Chi (敬之), cưới em gái của Lữ Tổ Khiêm.[106]
- Con gái:
  1. Chu Tốn (朱巽), gả cho cháu trai của Lưu Tử Huy, cháu ngoại của Phạm Như Khuê (范如圭), sinh một người con trai là Lưu Dịch.
  2. Chu Đoái (朱兑), gả cho Hoàng Kiền (黄干), một trong Tứ đại truyền nhân của Chu Môn.
  3. Chu Tị (朱巳), từ nhỏ thông minh, giỏi thư pháp và âm luật, vốn hứa gả cho Triệu Sư Uyên (赵师渊), em trai Triệu Sư Hạ, nhưng chỉ mới 15 tuổi đã qua đời, được chôn cất bên cạnh mộ mẹ.
  4. Chu Quý (朱癸), gả cho Phạm Nguyên Dụ (范元裕), con trai một học trò của Chu Hi là Phạm Niệm Đức (范念德).
  5. Con gái út chết yểu.